# بز (فیلم ۱۹۲۱)
بز (انگلیسی: The Goat) یک فیلم کوتاه کمدی به کارگردانی باستر کیتون و مالکوم سنت کلیر است که در سال ۱۹۲۱ منتشر شد.

## بازیگران
- باستر کیتون
- ویرجینیا فاکس
- جو رابرتز
- ادوارد اف. کلاین
- جو کیتون
- مایرا کیتون
- مالکوم سنت کلیر